# Georg Pfleiderer (Theologe)
Georg Pfleiderer (* 3. Januar 1960 in Stuttgart) ist ein deutscher evangelischer Theologe. 
Von 1980 bis 1987 studierte Pfleiderer evangelische Theologie und Judaistik in München, Tübingen und Heidelberg. Anschließend hatte er von 1987 bis 1992 eine Stelle als Wissenschaftlicher Mitarbeiter am Lehrstuhl für Systematische Theologie und theologische Gegenwartsfragen bei Gunther Wenz an der Universität Augsburg. 1991 wurde Pfleiderer an der Evangelisch-Theologischen Fakultät der Ludwig-Maximilians-Universität München promoviert.
Sein Lehrvikariat 1992–1993 und das Pfarrvikariat 1993–1995 absolvierte er in der Evangelischen Landeskirche in Baden. 1994 wurde er ordiniert. Mit einem Habilitandenstipendium der Deutschen Forschungsgemeinschaft forschte Pfleiderer von 1994 bis 1996 am King’s College London.
Von 1996 bis 1999 war er Wissenschaftlicher Assistent (wieder bei Wenz) am Institut für Fundamentaltheologie und Ökumene der LMU München. Dort habilitierte er sich 1998.
1999 wurde er zum Ordinarius für Systematische Theologie/Ethik an der Universität Basel berufen. Seit 2008 ist er Mitglied, seit 2012 Präsident der Eidgenössischen Ethikkommission für die Biotechnologie im Ausserhumanbereich. 
Pfleiderer ist verheiratet und hat drei Kinder.